# Tầng Rupel
| Hệ/ Kỷ                               | Thống/ Thế | Bậc / Kỳ   | Tuổi (Ma)    | Tuổi (Ma) |
| ------------------------------------ | ---------- | ---------- | ------------ | --------- |
| Neogen                               | Miocen     | Aquitane   | trẻ hơn      |           |
| Paleogen                             | Oligocen   | Chatti     | 23.03 - 28.1 |           |
| Paleogen                             | Oligocen   | Rupel      | 28.1 - 33.9  |           |
| Paleogen                             | Eocen      | Priabona   | 33.9 - 37.8  |           |
| Paleogen                             | Eocen      | Barton     | 37.8 - 41.2  |           |
| Paleogen                             | Eocen      | Lutetia    | 41.2 - 47.8  |           |
| Paleogen                             | Eocen      | Ypres      | 47.8 - 56    |           |
| Paleogen                             | Paleocen   | Thanet     | 56 - 59.2    |           |
| Paleogen                             | Paleocen   | Seland     | 59.2 - 61.6  |           |
| Paleogen                             | Paleocen   | Đan Mạch   | 61.6 - 66    |           |
| Creta                                | Thượng     | Maastricht | cổ hơn       |           |
| Phân chia Paleogen theo ICS, 8/2018. |            |            |              |           |

Tầng Rupel là tầng đầu tiên của thế Oligocen. Tầng này trải dài trong khoảng thời gian từ 33,9 ± 0,1 triệu năm trước (Ma) tới 27,82 ± 0,1 Ma. Tên gọi của tầng này lấy theo tên gọi của sông Rupel ở Bỉ.
Tầng này bắt đầu khi có các hóa thạch của trùng lỗ phù du Hantkenina và kết thúc trước khi có hóa thạch của trùng lỗ phù du  Chiloguembelina.

## Định nghĩa địa tầng
Đáy của tầng Rupel (cũng là đáy của thống Oligocen) là khi có sự tuyệt chủng của chi trùng lỗ Hantkenina. GSSP chính thức cho đáy tầng Rupel được gán năm 1992 (Massignano, Italy). Sự chuyển tiếp sang tầng Chatti cũng được đánh dấu bằng một GSSP (dự kiến) vào tháng 8 năm 2017 (Monte Conero, Italia).
Đỉnh của tầng Rupel (đáy của tầng Chatti) là khi có sự tuyệt chủng của chi trùng lỗ Chiloguembelina (cũng là đáy của đới sinh vật trùng lỗ P21b).
Tầng Rupel chồng lấp với các kỳ động vật có vú trên cạn Bắc Mỹ gồm Orellan, Whitney và Geringe/Arikaree hạ, các kỳ động vật có vú trên cạn Nam Mỹ gồm Tinguiririca và Deseado, các kỳ động vật có vú trên cạn châu Âu gồm thượng Headon, Suevi và hạ Arverni (tầng Rupel kéo dài từ đới 21 tới đới 24 và một phần đới 25 của đới Paleogen động vật có vú), và kỳ động vật có vú trên cạn châu Á hạ Hsandagol.